# Máté Károly
Máté Károly (Kajmádpuszta/Simonmajor község (Szedres), 1896. november 17. – Budapest, 1987. június 1.) irodalom- és sajtótörténész, újságíró, egyetemi tanár.

## Életpályája
Édesapja uradalmi néptanító volt. Tanult Kajmádpusztán, Bátaszéken, majd a bonyhádi evangélikus főgimnáziumban érettségizett 1914-ben. A Budapesti Tudományegyetem Bölcsészettudományi Karán, ahol a magyar tanítók Eötvös Alapja internátusának tagjaként magyar–német szakos tanári oklevelet szerzett 1920-ban. A székesfehérvári 17. honvéd gyalogezred, majd a brassói 24. honvéd gyalogezred katonájaként – 1916–1918 között – két évet töltött a harctéren, tartalékos századosként szerelt le. 1918–1923 között a dombóvári királyi katolikus főgimnázium oktatója és a Dombóvári Hírlap belső munkatársa volt. 1923-tól a Pécsi Erzsébet Tudományegyetem bölcsészkarán tanár és tanszéki könyvtáros. 1925-ben bölcsészdoktor lett Pécsen. 1932-ben a pécsi, 1941-ben a budapesti Pázmány Péter Tudományegyetem bölcsészkarán sajtótörténetből magántanár lett. 1934-től a Királyi Magyar Egyetemi Nyomda irodalmi igazgatója és a Magyar Könyvbarátok Diárium című folyóiratának felelős szerkesztője volt. 1936-ban a Magyar Sajtótudományi Társaság alapító-elnöke volt, és szerkesztette a Sajtótudományi Könyvtár című sorozatot. 1947-től a budapesti egyetemen nyilvános rendkívüli tanár lett. 1949-től a Tankönyvkiadó, 1952–1956 között a Kartográfiai Vállalat szerkesztőjeként dolgozott. 1956-ban nyugdíjba vonult. 1956–1962 között A Magyar Nyelv Értelmező Szótárának, 1962–1978 között az Akadémiai Kiadó Lexikon szerkesztőségének munkatársa volt.
Részt vett Pécsen a Minerva című folyóirat és a Tudományos Gyűjtemény című könyvsorozat szerkesztésében. Egyik fő szervezője volt a Hóman Bálint vallás- és közoktatásügyi miniszter által 1940. szeptember 1-jén elindított Könyvet Erdélynek mozgalomnak. Leváltották a Királyi Magyar Egyetemi Nyomda éléről. Jelentős volt könyvkiadói munkája.
Sírja az Óbudai temetőben található (32/1-II-58).

## Művei
- A magyar önéletírás kezdetei (Pécs, 1926)
- Irodalomtörténetírásunk kialakulása (Budapest, 1928)
- Sajtó és tudomány (tanulmány, Pécs, 1929)
- A könyv morfológiája (Budapest, 1930)
- Az első magyarországi hírlap kérdése (Budapest, 1945)
- Sajtó és nevelés (Budapest, 1947)